# Луї-Лазар Ош
Луї-Лазар Ош (фр. Louis Lazare Hoche; 24 червня 1768, Монтрей, Франція — 19 вересня 1797, Вецлар,Німеччина) — французький полководець часів революційних воєн, генерал (1793). Вважався одним з найкращих французьких воєначальників того часу (разом з Наполеоном Бонапартом і Моро). 

## Біографія
Син відставного солдата, в дитинстві став сиротою і виховувався рідною тіткою. У 16 років потрапив на військову службу у французьку гвардію. Після початку Великої Французької революції у 1789 році залишився на військовій службі. Із 1792 року служив у республіканській армії у званні капітана. 
У 1793 році Ош очолив Мааську армію і почав наступ проти прусських військ герцога Брауншвейгського, але зазнав поразки у битві при Кайзерслаутерні. Незважаючи на цю невдачу, кар'єра Оша продовжувала стрімко рости вгору — йому було присвоєно звання генерала і він очолив нову армію. 
Під час якобінської диктатури Ош був двічі заарештований. Вдруге він вийшов із в'язниці після термідоріанського перевороту (липень 1794). Нова влада призначила Оша головнокомандувачем всіма військами, які діяли проти бунтівної Вандеї. Ош жорстоко придушив повстання. 748 полонених дворян за його наказом були розстріляні. 
У 1796 році керував невдалою експедицією в Ірландію на допомогу місцевим повстанцям. 
У 1797 році на чолі Самбро-Мааської армії вторгнувся на захід Німеччини. У розпал боїв раптово помер від пневмонії.